# الثورة (صحيفة يمنية)
صحيفة الثورة هي صحيفة اليمن الرسمية الأولى، صحيفة سياسية جامعة، تأسست في 1962 مع قيام الثورة اليمنية ضد الحكم الإمامي.

## الصفحات المتخصصة
| - بـرلمانيـــات - الأســــــرة - أحـــــزاب - قضايا وناس - السياحي - الدين والحياة | - الشباب - قضايا الاعاقة - الأمومة والطفولة - قضية الاسبوع - تنمية بشرية - دنيا الإعلام | - عرب وعجم - المغتربون - المياه والبيئة - الصحة والسكان - كمبيوتر وانترنت |

## اليوبيل الذهبي
احتفلت صحيفة الثورة في 29 سبتمبر 2012 بمرور نصف قرن على صدورها وتم إصدار ملحق خاص يحتوي صفحات من النسخ الأولى للجريدة في بداية إصدارها عام 1962 .

## وصلات خارجية
- الموقع الرسمي لجريدة الثورة